# Italian Carnaval
Italian Carnaval è una serie di album pubblicati, tra il 1983 e il 1990, dall'etichetta discografica italiana Duck Record ed interpretati dai gruppi Chikano, Italian Disco Dance e Tukano.

## Storia
Questi album possono essere considerati come una sorta di piccola enciclopedia tematica musicale, dove sono state riproposte, con nuovi arrangiamenti in lunghi ed ininterrotti dance-medley, le canzoni più note del folklore italiano e della musica leggera italiana compresa in un periodo che va dagli anni '30 agli anni '70 del '900.
Gli arrangiamenti di tutti gli album sono opera del musicista Riccardo Zara. Gli Italian Carnaval ebbero un buon riscontro in termini di vendite, che nel 1989 furono stimate nell'ordine di oltre 500 000 copie per il solo mercato italiano. Sono stati ristampati più volte, anche con copertine leggermente diverse.
Il primo album della serie Italian Carnaval è l'omonimo LP e musicassetta, pubblicato sul finire del 1983, sempre dall'etichetta milanese Duck Record. A cantarlo sono i Chikano, altro duo musicale italo-cileno, composto da Loredana Perasso e Oscar Peña. Il disco ebbe un ottimo successo di vendita, tanto da entrare tra i primi 20 in classifica e risultare tra i 100 più venduti del 1984, ed i Chikano parteciparono a numerose ospitate televisive sulle reti Rai. Questo disco nel 1987 sarà interamente reinterpretato e rivisitato negli arrangiamenti dai Tukano, e diventerà Italian Carnaval 1.

## Discografia
- 1983 - Chikano - Italian Carnaval (Duck Gold – G.D.K.P. 002)
- 1985 - Italian Disco Dance - Italian Carnaval 2 - Sanremo Dance
- 1986 - Tukano - Italian Carnaval 3
- 1987 - Tukano - Italian Carnaval 1
- 1987 - Tukano - Italian Carnaval 2
- 1987 - Tukano - Italian Carnaval 4
- 1987 - Tukano - Italian Carnaval 5
- 1988 - Tukano - Italian Carnaval 6
- 1990 - Tukano - Italian Carnaval 7
- 1990 - Tukano - Carnaval '90